# Friedrich Bernhard Wartmann

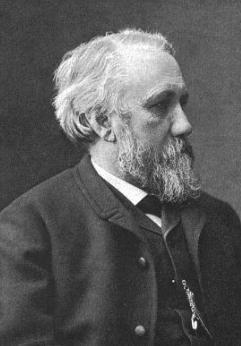
Friedrich Bernhard Wartmann

Friedrich Bernhard Wartmann (* 8. Dezember 1830 in St. Gallen; † 3. Juni 1902 ebenda) war ein Schweizer Botaniker und Pflanzensammler. Sein offizielles botanisches Autorenkürzel lautet „Wartm.“  

## Biografie

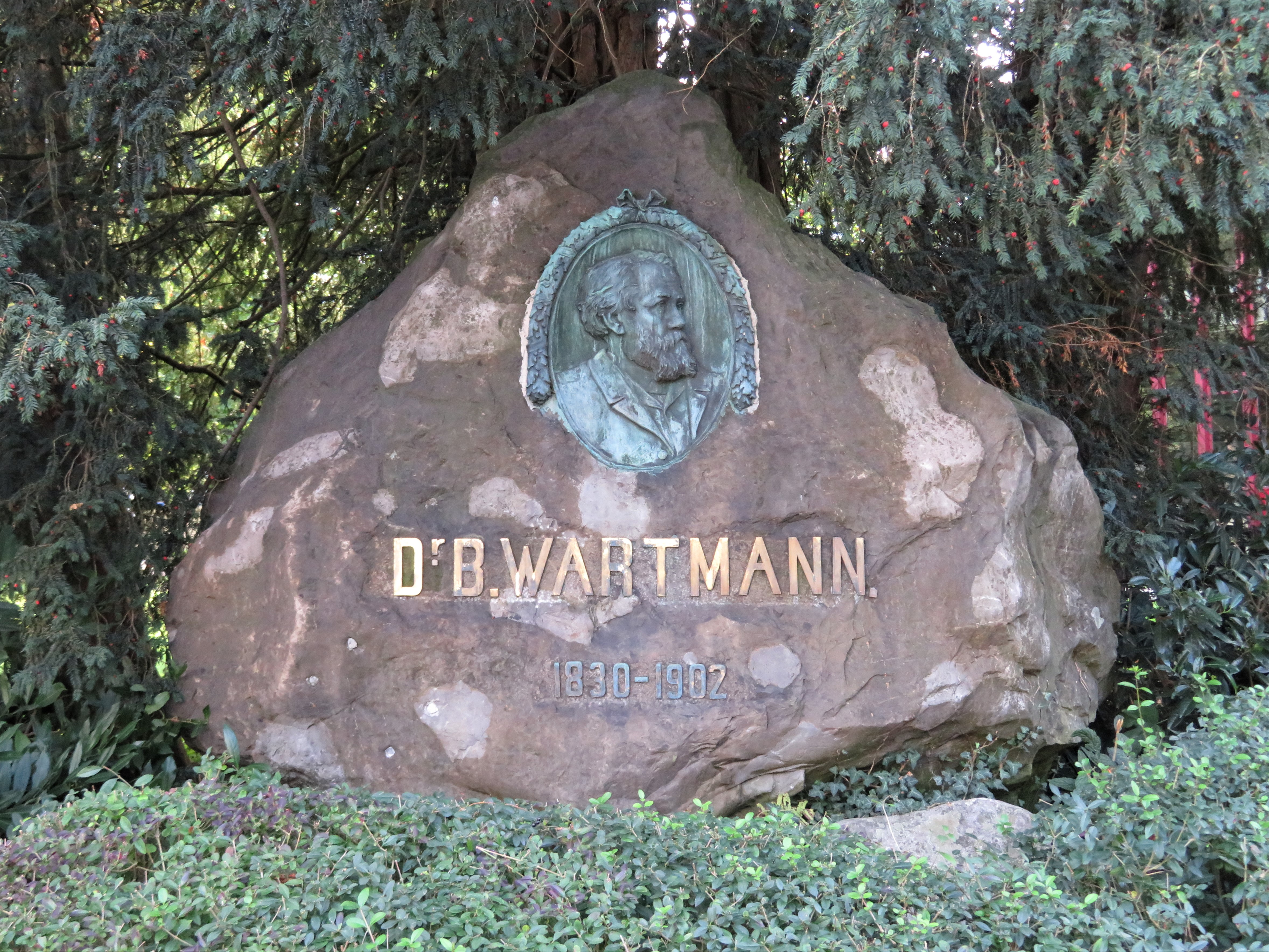
Das Wartmann-Denkmal 110 Jahre später (2018)

Wartmanns Vorfahren stammten aus Wittenbach und Lömmenschwil. Er war der Enkel eines Buchbinders (1803–1873) und der Sohn von Jacob und der Anna Helena Weibrata, geborenen Wild. Er wurde an der St. Galler Stadtschule u. a. von Pfarrer Kunkler und am Gymnasium von dem Gelehrten Peter Scheitlin (1779–1848) unterrichtet. 
Von 1849 bis 1852 studierte Wartmann an der Universität Zürich. Anschliessend arbeitete er als Assistent von Carl Wilhelm von Nägeli an der Universität Freiburg im Breisgau. Im Jahr 1855 promovierte er zum Ph. D. und dozierte als Professor für Naturgeschichte am Gymnasium in St. Gallen. 1863 wurde er Rektor der Kantonsschule in St. Gallen, Präsident der St. Gallischen Naturwissenschaftlichen Gesellschaft und als Nachfolger seines Vaters von 1873 bis 1902 Direktor des Naturwissenschaftlichen Museums St. Gallen.
1878 gründete er den ersten botanischen Garten St. Gallens im Stadtpark neben dem von ihm geleiteten Museum. Zwischen 1862 und 1882 veröffentlichte er zusammen mit Bernhard Schenk (1833–1893) und Heinrich Georg Winter (1848–1887) das Werk Schweizerische Kryptogamen, ein Herbarium in 18 Ausgaben.
Wartmanns umfangreiche Sammlung befindet sich heute im Naturmuseum St. Gallen. Am 24. Mai 1908 wurde im Stadtpark St. Gallen das von Henri Gisbert Geene geschaffene Denkmal für Wartmann eingeweiht.
Wartmann beschrieb unter anderem das Bodensee-Vergissmeinnicht.

## Dedikationsnamen
Nach Wartmann ist die Pflanzengattung Wartmannia Müll.Arg. aus der Familie der Wolfsmilchgewächse (Euphorbiaceae) benannt.

## Werke (Auswahl)
- Beiträge zur St.Gallischen Volksbotanik. 1861
- Schweizerische Kryptogamen. 1865.[4]